# Olderman

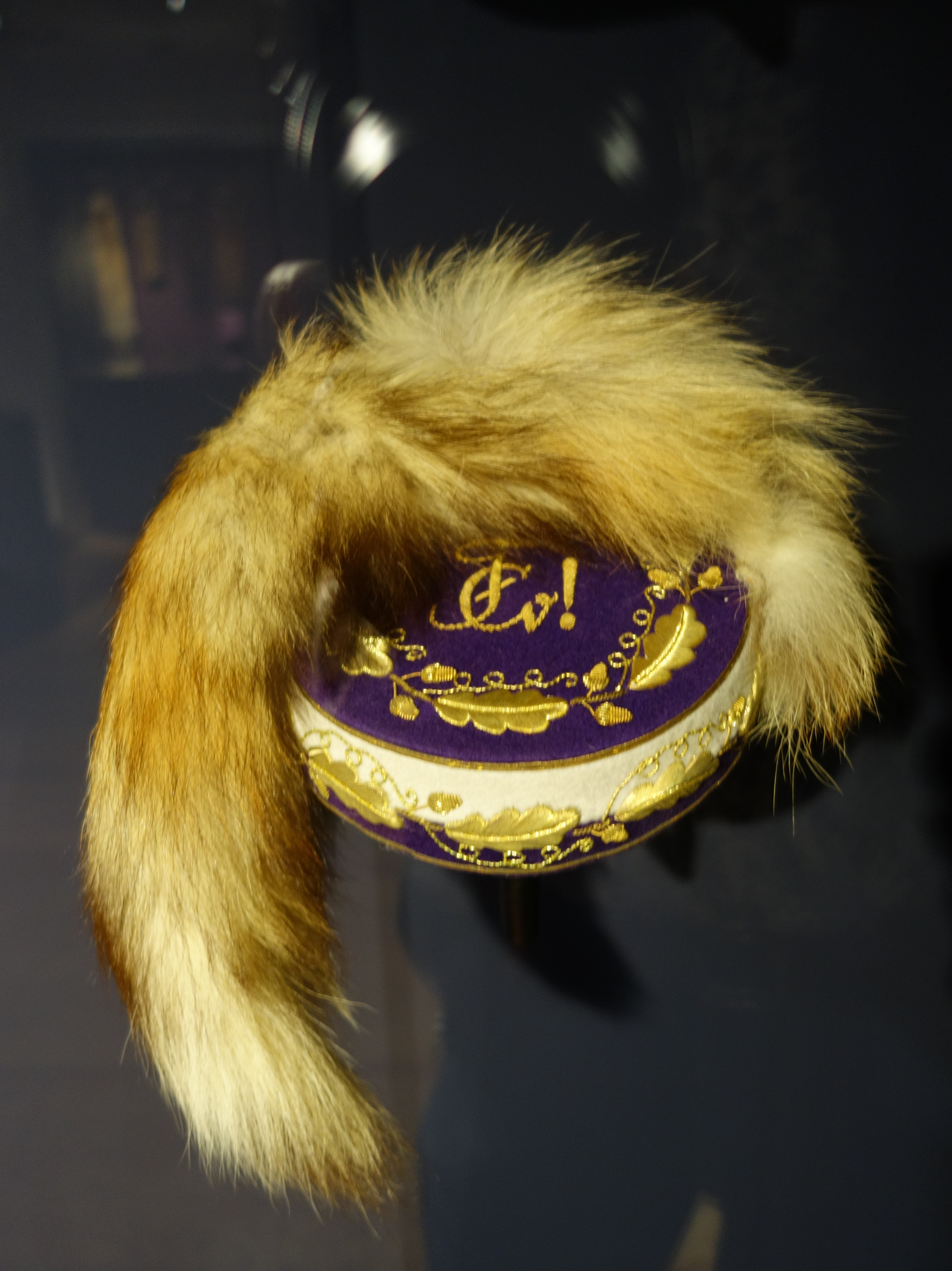
Dekiel oldermana (niem. Fuchsmajor) jednej z niemieckich korporacji akademickich ozdobiony lisim ogonem

Olderman (niem. Fuchsmajor, od niem. Fuchs, „lis”, „nowicjusz”) – stanowisko w korporacji akademickiej, zwierzchnik i opiekun fuksów. Zadaniem oldermana jest przygotowanie fuksów do przejścia na wyższy poziom w hierarchii członków korporacji i zostania barwiarzami. W trakcie specjalnych spotkań zwanych fuksówkami zapoznaje kandydatów z historią, prawami i obyczajami stowarzyszenia, tzw. uzusami. Stanowisko oldermana jest uznawane w korporacjach za zaszczytne i wymagające.
W korporacji Konwent Polonia olderman jest mistrzem ceremonii na komerszach, strażnikiem praw, prokuratorem i gospodarzem siedziby korporacji, tzw. kwatery; w oficjalnych okolicznościach ma prawo noszenia specjalnej szabli oldermańskiej. Do 1908 był nazywany „oberfuksem”. W niektórych korporacjach funkcjonowało również określenie „brandfuks”.
Inne nazwy oldermana w polskich korporacjach akademickich: starosta (K! Respublica, Magna Polonia Vratislaviensis), wojewoda (K! Jagiellonia). W Niemczech stosowana jest nazwa Fuchsmajor.
W 1936 ukazał się we Lwowie Podręcznik Oldermana, opublikowany nakładem korporacji Slavia.